# Tetrix tenuicornis
Tetrix tenuicornis är en insektsart som först beskrevs av Sahlberg 1891.  Tetrix tenuicornis ingår i släktet Tetrix och familjen torngräshoppor. Enligt den finländska rödlistan är arten starkt hotad i Finland. Artens livsmiljö är torra gräsmarker. Inga underarter finns listade i Catalogue of Life.

## Bildgalleri

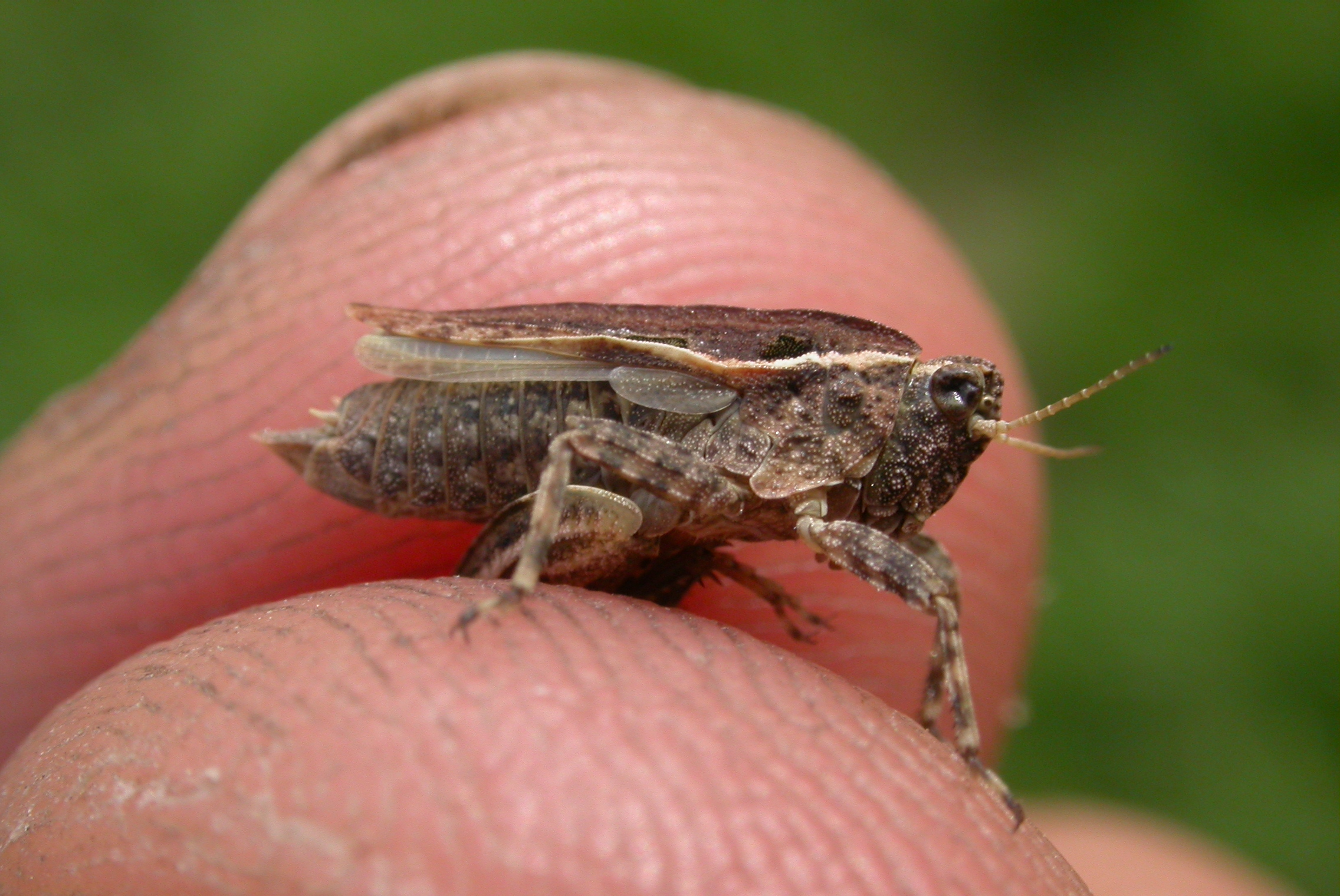
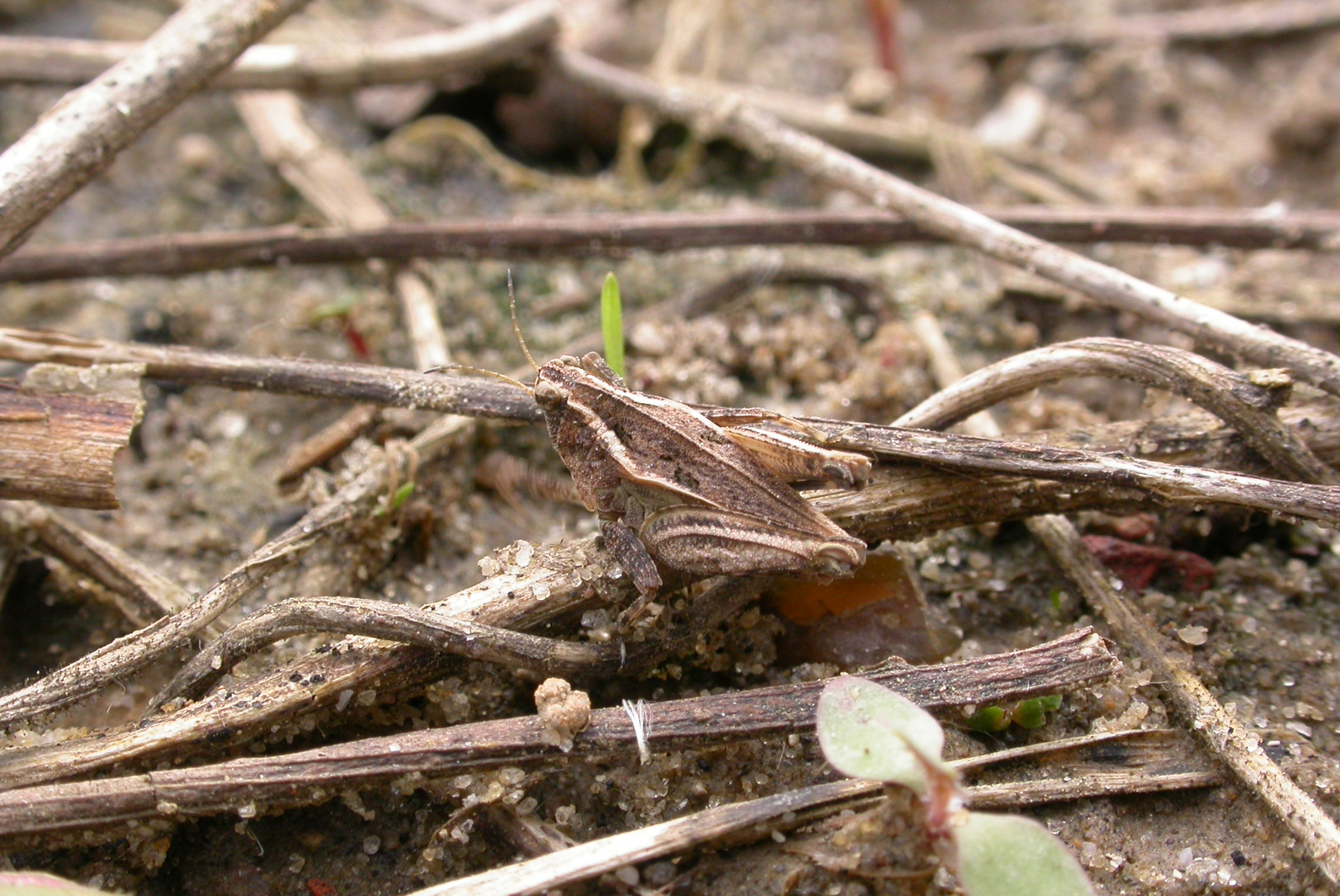
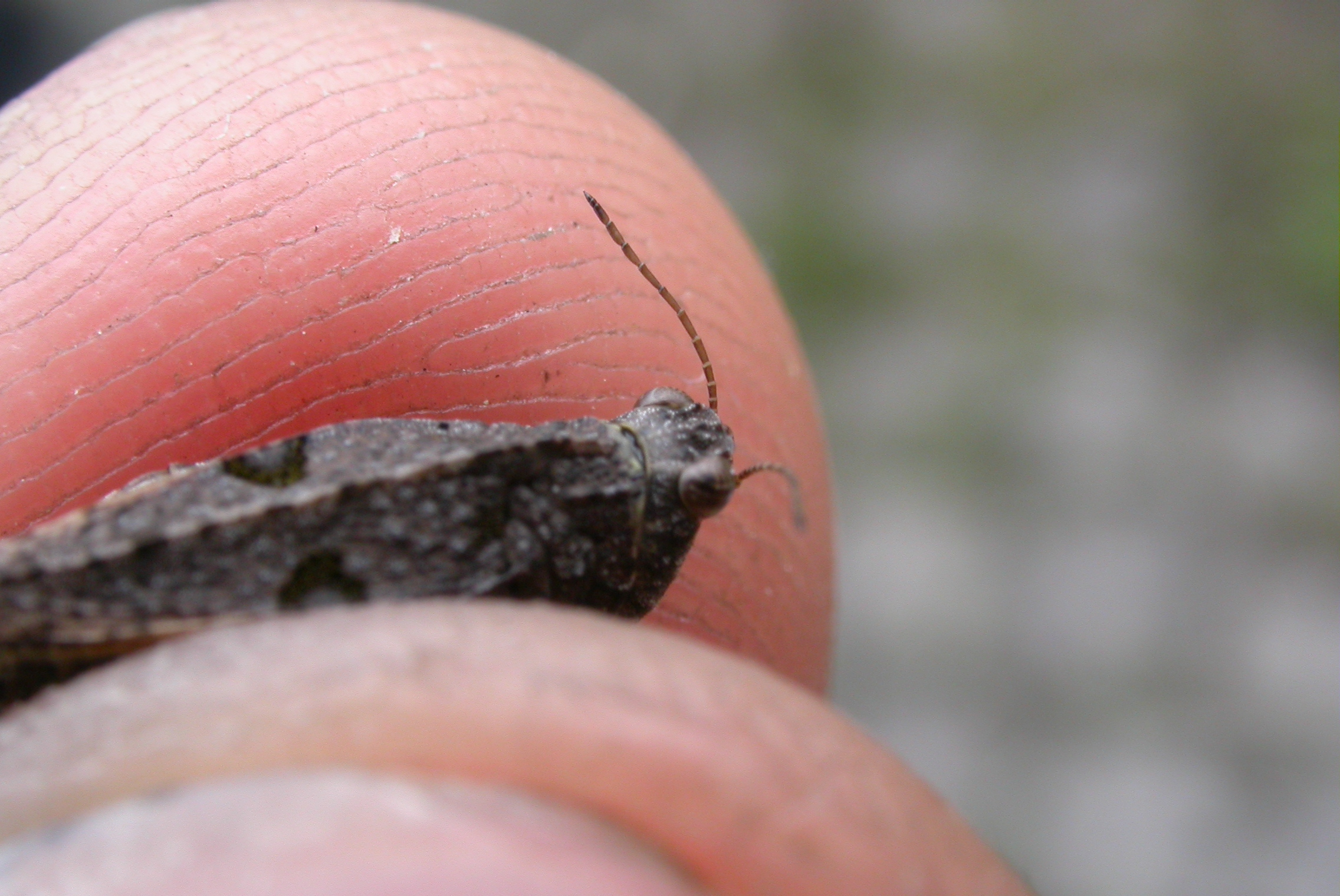
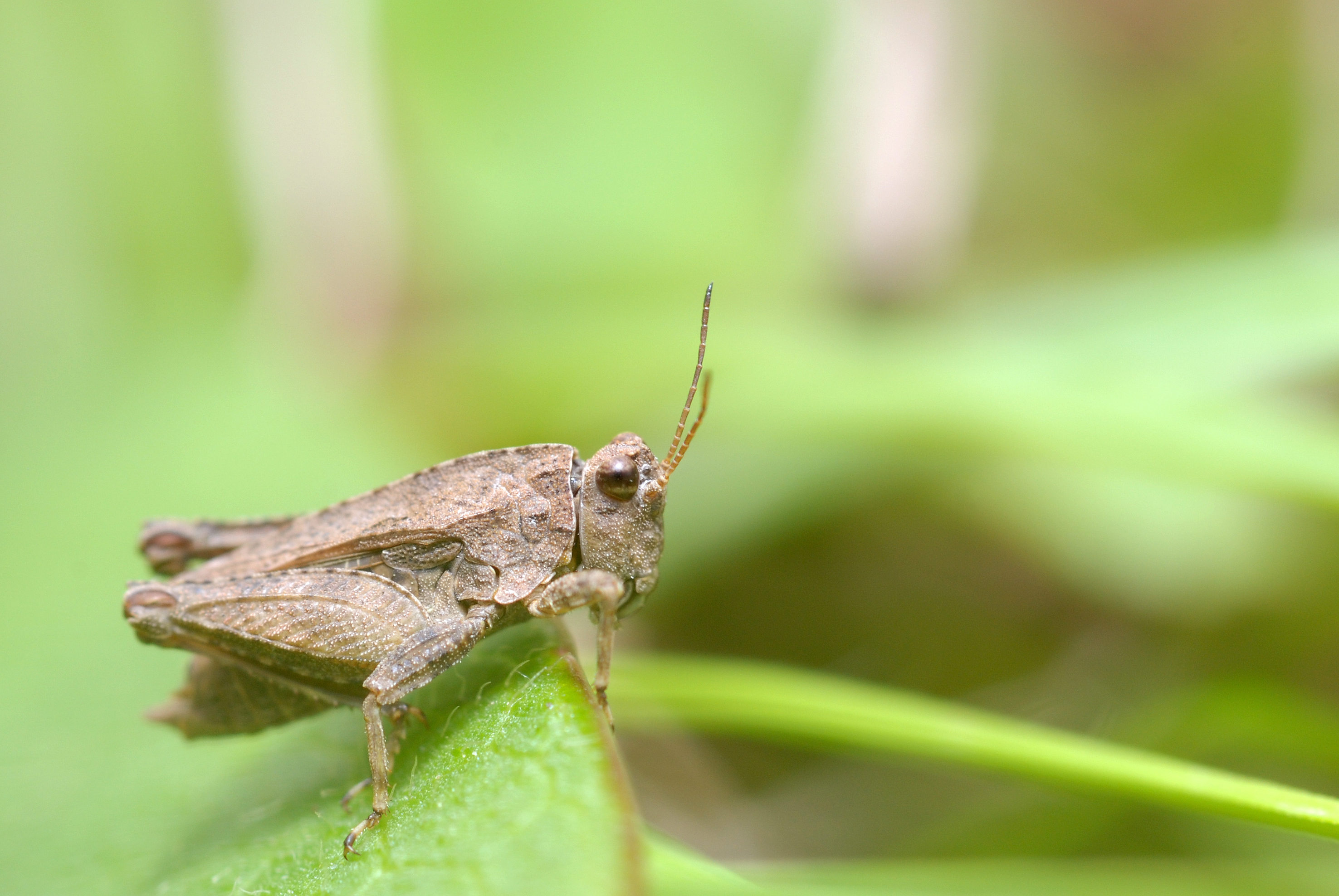
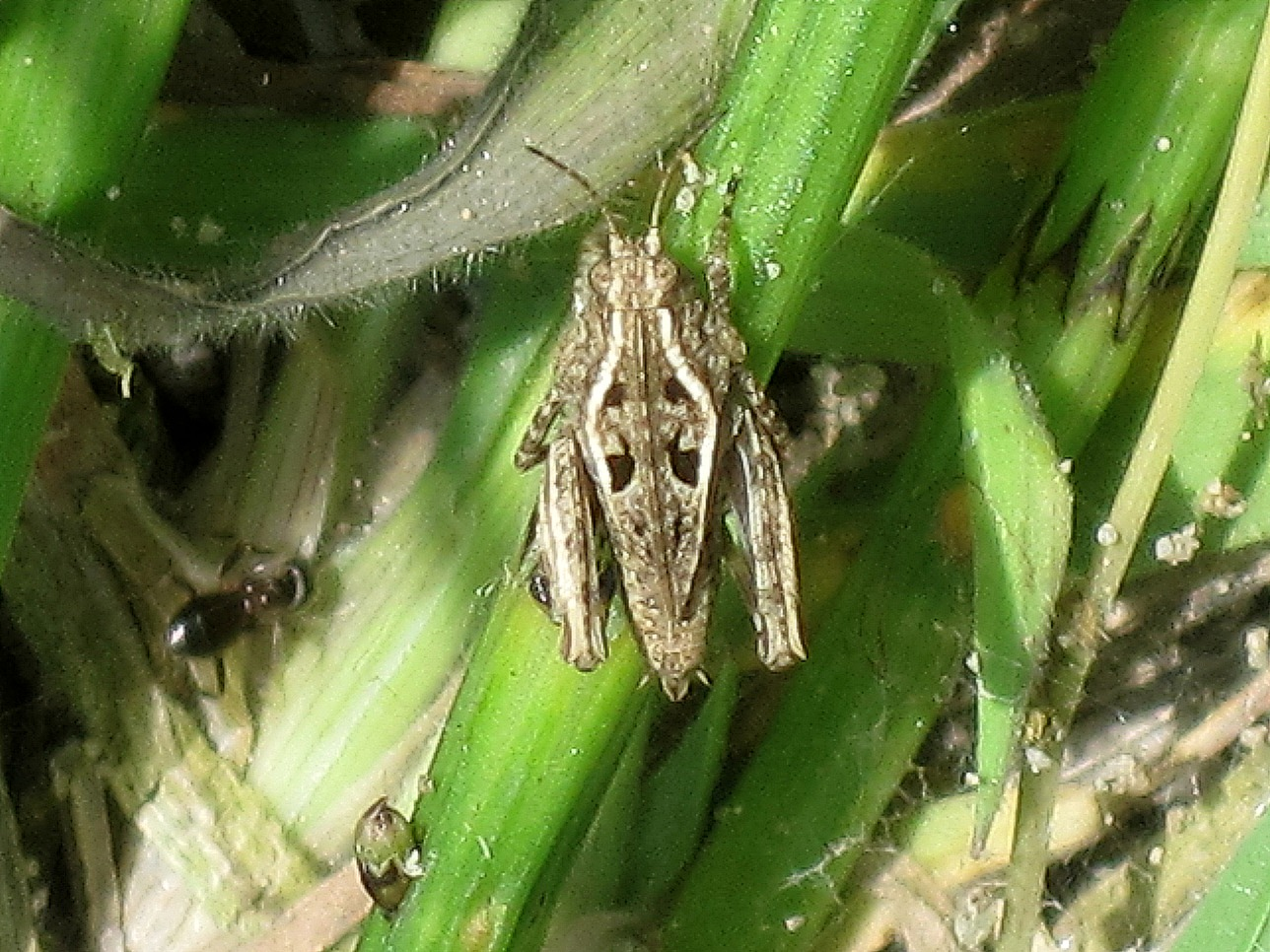
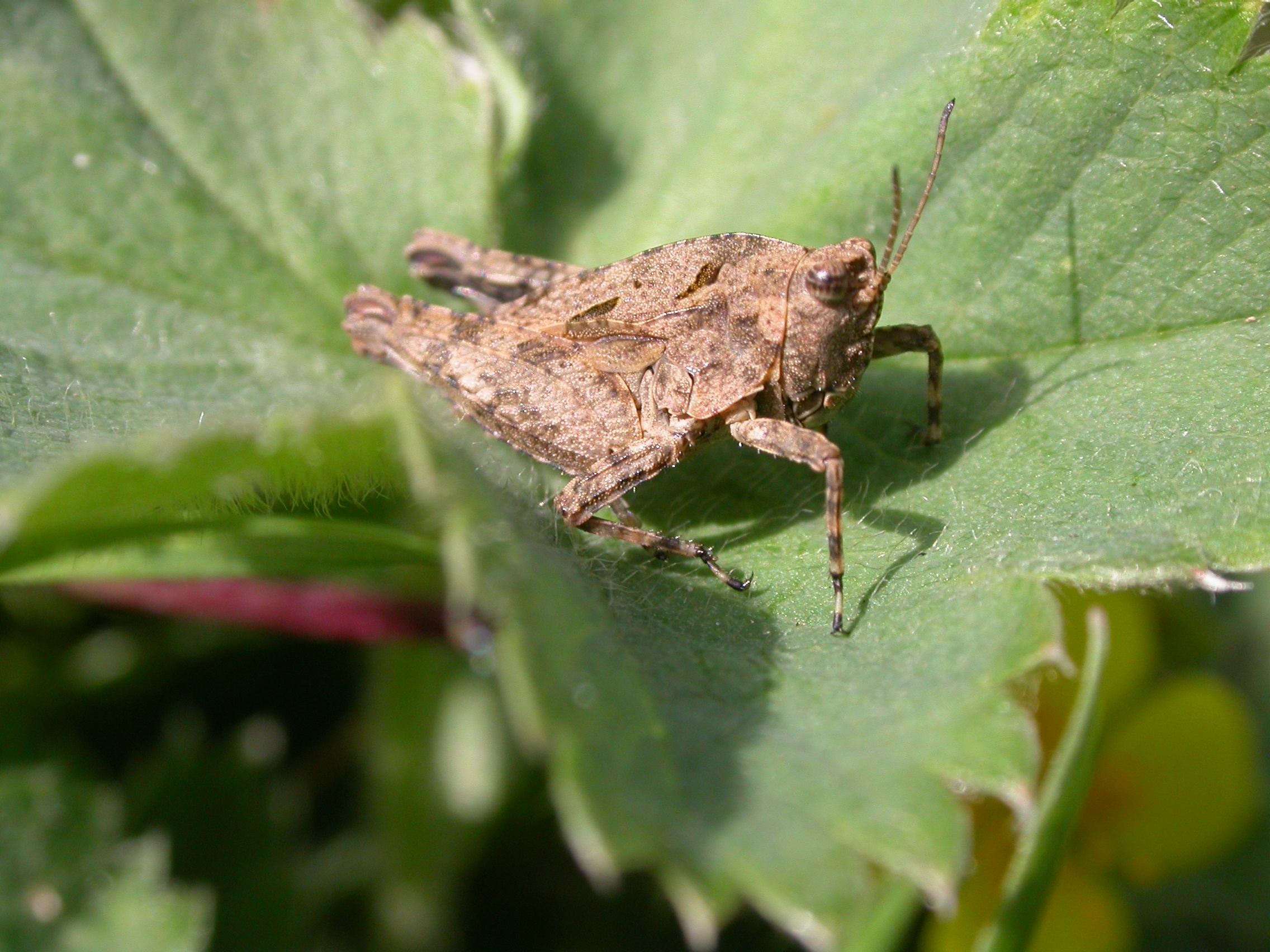